# Marchantia nitida
Marchantia nitida là một loài Rêu trong họ Marchantiaceae. Loài này được Lehm. & Lindenb. mô tả khoa học đầu tiên năm 1832.